# Lasiopodomys brandtii
Lasiopodomys brandtii є видом гризунів родини Cricetidae. Він є рідним для чагарників і луків у Росії, Монголії та північного Китаї. Мешкає в степових, лісових і напівпустельних місцях проживання.

## Характеристики
Полівка Брандта має довжину близько 15 см з хвостом до 3,5 см. Його вуха невеликі, а коротке хутро однорідного піщано-коричневого кольору, знизу світліше. Хвіст цілком коричневий, а на задній частині лап густі волоски.

## Спосіб життя
Цей денний вид живе в барлогах з багатьма входами та окремими камерами. Довжина сімейного лігва може досягати 30 м. Харчуються вегетативними та підземними частинами рослин, можуть накопичувати їх понад 10 кг на родину.